# Lake Poerua
Der Lake Poerua ist ein See in der Region West Coast auf der Südinsel von Neuseeland.

## Geographie
Der Lake Poerua befindet sich rund 5,7 km südsüdöstlich von Lake Brunner / Moana und rund 35 km südöstlich von Greymouth entfernt, dem Verwaltungssitz des Grey District. Der auf einer Höhe von 125 m liegende See besitzt eine Flächenausdehnung von 2,1 km² und erstreckt sich über eine Länge von rund 4,2 km in Südwest-Nordost-Richtung. An seiner breitesten Stelle misst der See rund 1,06 km in Südost-Nordwest-Richtung. Der zweigeteilte See weist im nordöstlichen Bereich des größeren Teils eine maximale Tiefe von 6,7 m auf.
Der See wird von einigen Creeks gespeist und entwässert über den Poerua River am nordöstlichen Ende.
Rund 3 km südlich führt der New Zealand State Highway 73 vorbei, von dem aus der See über die Lake Brunner Road zu erreichen ist.

## Geologie
Der See befindet sich in seiner Ausrichtung direkt westlich an der Alpine Fault, einer geologischen Verwerfung, in der die Pazifische Platte auf die Australische Platte trifft, was die Ursache für zahlreiche Erdbeben ist. Verschiedene Erdbeben in den mehr als 1000 zurückliegenden Jahren haben schrittweise die Bildung des Sees in seiner heutigen Form ermöglicht.